# Alfred Jurzykowski
Alfred Jurzykowski (ur. 23 kwietnia 1899 w Opawie, Austro-Węgry, zm. 29 maja 1966 w Bronxville, USA) – handlowiec, przemysłowiec i działacz społeczny.

## Życiorys
Do Wojska Polskiego został przyjęty z byłej c. i k. Armii. W 1921 pełnił służbę w 5 Dywizjonie Samochodowym w Krakowie. Był wówczas oficerem Wojsk Samochodowych. 8 stycznia 1924 został zatwierdzony w stopniu porucznika ze starszeństwem z 1 czerwca 1919 i 1699. lokatą w korpusie oficerów rezerwowych piechoty. W 1922 posiadał przydział w rezerwie do 5 Dywizjonu Samochodowego, a od następnego roku do 18 Pułku Piechoty w Skierniewicach. W 1934, jako oficer pospolitego ruszenia pozostawał w ewidencji Powiatowej Komendy Uzupełnień Warszawa Miasto III. Posiadał przydział do Oficerskiej Kadry Okręgowej Nr I. Był wówczas „przewidziany do użycia w czasie wojny”.
Oficer Wojska Polskiego w kampanii wrześniowej 1939; od 1940 w USA, w latach 1950-1960 w Brazylii; 1956 przy współpracy z firmą Mercedes-Benz założył w Brazylii fabrykę samochodów i autobusów; prowadził także w Brazylii działalność społeczną i charytatywną; 1960 utworzył fundację swego imienia (Fundacja Jurzykowskiego).

## Odznaczenia
Odznaczony brazylijskimi insygniami Komandora Orderu Krzyża Południa w 1956 i insygniami Wielkiego Oficera Orderu Rio Branco w 1966 (pośmiertnie).